# Departamentos da República do Congo
A República do Congo é dividida em quinze departamentos (départements, singular département). Estes departamentos substituiram as antigas regiões (régions, singular région) em 2002. Lista dos departamentos com as capitais entre parênteses:
- Bouenza (Madingou)
- Brazavile (Brazavile)¹
- Cuvette (Owando)
- Cuvette-Ouest (Euó)
- Kouilou (Loango)
- Lékoumou (Sibiti)
- Likouala (Impfondo)
- Niari (Loubomo)
- Plateaux (Djambala)
- Pointe-Noire (Pointe-Noire)¹
- Pool (Kinkala)
- Sangha (Ouésso)
- Djoué-Léfini (Odziba)[2]
- Nkéni-Alima (Gamboma)[2]
- Congo-Oubangui (Mossaka)[2]

Até 2024, quando uma reforma administrativa criou 3 novos departamentos, os departamentos nacionais estavam subdivididos em 86 distritos e 6 comunas. As comunas estavam subdivididas em arrondissement.
¹ Brazavile e Pointe-Noire não possuem distritos, eles são departamentos e comunas ao mesmo tempo pois são constituídos por uma única comuna cada.